# Traditions vestimentaires des Iroquois
Les Iroquois du Québec jusque dans les années 1500 avaient une manière très distinctive de se vêtir. Chaque saison apportait sa particularité aux vêtements qui étaient différents pour chacun des deux sexes. L’arrivée des Européens modifia considérablement leurs traditions vestimentaires.

## Mode de fabrication
Les Iroquois étaient d’habiles artisans qui utilisaient les ressources environnementales disponibles autour d’eux pour se vêtir. Ils fabriquaient tous leurs vêtements à partir des peaux d’animaux qu’ils abattaient pour se nourrir. Les peaux d’ours, d’orignaux, de cerfs, de lapins, de castors et de chevreuils étaient priorisées selon les régions habitées et la variété d’animaux disponibles. Pour réussir à confectionner un cuir souple et mat, ils devaient, à l’aide d’un outil fabriqué dans un fémur d’orignal fendu en deux sur la longueur, nettoyer et tanner la peau de tous les résidus de gras et de viande restés accrochés du côté intérieur de la peau et épiler soigneusement le côté où se trouvait le poil. 
La deuxième étape consistait à enduire la peau d’un mélange de graisse et de cervelle d’animaux ou d’œufs d’oiseaux. Ensuite, ils devaient l’attacher à l’intérieur d’un cadre de perches pour commencer le séchage ainsi que le processus d’étirement de la peau. Pour garantir un étirement maximum de la peau, ils devaient durant tout le temps du séchage l’étirer à l’aide d’un bâton en faisant attention de ne pas l’abimer. Pour éviter qu’elle ne durcisse ou ne soit attaquée par la moisissure et les insectes, ils les plaçaient au-dessus d’un feu de boucane, ce qui permettaient de donner à la peau une belle couleur et une bonne odeur. Après ces étapes laborieuses, il ne restait qu’à découper le vêtement voulu avec un couteau de pierre, percer des trous avec un poinçon et coudre les pièces ensemble à l’aide d’aiguilles faites d’os et de tendons provenant du dos ou des pattes des cervidés.
Ensuite, les femmes décoraient les vêtements à l’aide de coquillages, de graines, de perles et de plumes et brodaient des motifs dessus avec des piquants de porc-épic ou des poils d’orignaux souvent teintés avec des colorants naturels fabriqués avec des plantes. Les motifs qu’elles brodaient permettaient de faire la distinction entre les différentes tribus lors des rassemblements et permettaient de donner une valeur et une signification personnelle à chacun des vêtements.

## Vêtements masculins d’été et d’hiver
La plupart des hommes iroquois portaient l’été, comme seul vêtement, un pagne ou bande culotte, qui attaché aux hanches couvrait jusqu’aux cuisses. Ils portaient également des jambières mitasses, vêtement en cuir souple enveloppant la jambe de la cheville aux cuisses, attaché à la ceinture par une bande de cuir jarretière. Les mocassins, sorte de souliers fabriqués dans une seule pièce de peau d’orignal, de chevreuil ou de caribou leur permettaient de marcher pendant de longues heures sans se blesser. Dans le cadre de cérémonies, ils ajoutaient à leurs tenues habituelles un bonnet à plumes qui donnait un côté esthétique et permettait de savoir le rang de celui qui le portait. Un sac en cuir richement décoré était aussi porté en bandoulière et ils portaient une bande culotte (pagne) frangée. Pour compléter leurs habits d’hiver, les hommes rajoutaient aux vêtements d’été des bonnets ou capuchons en fourrures de loutres ou de castors, des mitaines et des capes en peaux de lapin, des chemises en peaux ou en fourrures d’orignal ou de caribous et portaient aussi une robe principalement confectionnée en peaux de castor,.

## Vêtements féminins d’été et d’hiver
Les femmes iroquoises portaient principalement l’été, une jupe portefeuille confectionnée en cuir de daim, beaucoup plus coquette que le pagne des hommes, car elle était ajustée à la taille et ne couvrait que de la taille aux genoux. À part dans les cérémonies, où elles portaient un corsage frangé sans manche, elles ne portaient pas de haut. Elles portaient également des jambières, couramment appelés mitasses, mais légèrement différentes de celles des hommes puisqu’elles ne couvraient les jambes que de la cheville aux genoux et étaient maintenue à cet endroit par des lanières de cuir. Le même style de mocassins fabriqués dans des peaux était utilisé. Leurs vêtements d’hiver quant à eux étaient très semblables à ceux des hommes, elles portaient également les mitaines, les capes les bonnets, les robes et les manches traditionnelles tous faits principalement en fourrure de lapins,.

## Transition vestimentaire
Finalement, l’époque où les Iroquois s’habillaient uniquement de peaux d’animaux prit fin avec l’arrivée des Européens en 1534. En effet l’apparition de tissus et d’une panoplie d’autres objets mis à la disposition des Iroquois en échange de leurs fourrures et de leurs peaux permit de modifier leur style vestimentaire de façon qu’il ressemble de plus en plus à des occidentaux. La transformation se fit progressivement au fil des ans en fonction des produits importés des échanges avec les Européens,.